# Rally Príncipe de Asturias de 1994
El Rally Príncipe de Asturias de 1994, oficialmente 31.º Rally Príncipe de Asturias, fue la trigésimo primera edición, la 31 cita de la temporada 1994 del Campeonato de Europa de Rally y la novena de la temporada 1994 del Campeonato de España de Rally. Se celebró del 9 al 11 de septiembre y contó con un itinerario que sumaba un total de 219 km cronometrados.

## Clasificación final
| Pos. | Piloto                | Copiloto             | Automóvil                 | Tiempo  | Diferencia |
| ---- | --------------------- | -------------------- | ------------------------- | ------- | ---------- |
| 1.   | Oriol Gómez           | Marc Martí           | Renault Clio Williams     | 2:42:51 | 0.0        |
| 2.   | Luis Climent          | José Antonio Muñoz   | Opel Astra GSi 16V        | 2:44:09 | +1:18      |
| 3.   | Daniel Alonso         | Salvador Belzunces   | Ford Escort RS Cosworth   | 2:47:39 | +4:48      |
| 4.   | Jaime Azcona          | Julius Billmaier     | Peugeot 106 Rallye        | 2:49:23 | +6:32      |
| 5.   | Miguel Martínez-Conde | Felipe Alonso        | Renault Clio Williams     | 2:49:39 | +6:48      |
| 6.   | Germán Castrillón     | Estrella Castrillón  | Ford Escort RS Cosworth   | 2:54:33 | +11:42     |
| 7.   | Javier Azcona         | Inma Vittorini       | Renault Clio Williams     | 2:56:34 | +13:43     |
| 8.   | Vittorio Gomboso      | Oriella Tobaldo      | Lancia Delta HF Integrale | 2:58:24 | +15:33     |
| 9.   | Alfonso Loza          | José Enrique Serrano | Renault Clio Williams     | 2:59:04 | +16:13     |
| 10.  | Sergio Vallejo        | Diego Vallejo        | Peugeot 106 Rallye        | 3:01:42 | +18:51     |